# ジャスティス・リーグ VS. ティーン・タイタンズ
『ジャスティス・リーグ VS. ティーン・タイタンズ』（英: Justice League vs. Teen Titans）は、DCコミックスの出版するアメリカンコミックを原作とするOVA。DCユニバース・アニメイテッド・オリジナル・ムービーズとしては25作目の映像作品で、ワンダー・コンで2016年3月26日に上映され、2016年3月29日に発売された。

## キャスト
- ロビン - スチュアート・アラン（英語版）
- レイブン - タイッサ・ファーミガ
- ビーストボーイ - ブランドン・スー・フー
- ブルービートル（英語版） - ジェイク・T・オースティン
- スターファイヤー - カリ・ウォールグレン
- ナイトウィング - シーン・マーハー
- サイボーグ - シェマー・ムーア
- バットマン - ジェイソン・オマラ
- スーパーマン - ジェリー・オコンネル
- ワンダーウーマン - ロザリオ・ドーソン
- フラッシュ - クリストファー・ゴーラム
- アンジェラ・チェン - ローラ・ベイリー
- トライゴン（英語版） - ジョン・バーンサル
- レックス・ルーサー - スティーヴン・ブルーム
- ラーズ・アル・グール - テレンス・Ｃ・カーソン
- ウェザーウィザード（英語版） - リック・D・ワッサーマン
- ソロモン・グランディ（英語版） - リック・D・ワッサーマン
- アトミック・スカル（英語版） - リック・D・ワッサーマン